# Marcela Leal
Marcela Leal (Maringá, 17 de março de 1973) é uma atriz, humorista e roteirista brasileira.
Em citação a Rafinha Bastos, o jornal The New York Times comparou Marcela a Tina Fey.
Ela também ficou conhecida como "madrinha" de Danilo Gentili, por tê-lo incentivado a escrever seus primeiros textos de humor.
Atualmente, Marcela Leal produz conteúdo para o canal do YouTube "Escola da Liberdade", da qual é fundadora, onde dá aulas sobre autoconhecimento.

## Biografia
Nascida no noroeste da cidade de Maringá, no Paraná, Marcela morou por 12 anos na capital Curitiba e se mudou para a cidade de São Paulo se consagrando como a "a primeira dama do stand-up comedy".
Em 1994, Marcela participou da minissérie Incidente em Antares, da Rede Globo interpretando Carol; em 1996, interpretou Josefina na novela Perdidos de Amor, da Rede Bandeirantes; em 1998, no SBT, participou da novela Pérola Negra, no papel da rica Ana Maria Rodrigues Pacheco Oliveira, retornando à Rede Globo em 2000, onde interpretou a personagem Dani no Você Decide.
Ela começou a se dedicar exclusivamente ao humor ao fazer participações no show "Terça Insana", onde também escreveu esquetes para atores convidados.
Montou o show de humor "Mulheres em Curto" em 2002, onde assinava texto e direção.
Em 2003, montou e dirigiu o grupo TPM de humor.
Assinou o texto e direção de "A Comédia Ordinária" peça que esteve em cartaz no NEXT em 2004. Ainda no mesmo ano, esteve em cartaz no show stand-up comedy "Mondo Cane". Possui também um blog de humor, chamado Comédia Ordinária, onde publica alguns de seus textos.
Em 2005, ela fundou o Clube da Comédia Stand-Up e tendo seu show solo "Tirando do Sério".
Trabalhou como roteirista dos canais Nickelodeon, Multishow e na BandNews TV, onde comandou o programa Minuto da Comédia na Band News.
Em 2011, foi contratada da Mix TV para apresentar o programa de comédia Piadaria juntamente com Rudy Landucci e Eduardo Jericó.
Após sua saída do programa ela foi contratada, em 2012, para integrar o programa Saturday Night Live comandado por Rafinha Bastos.
Em 2014, fez parte da roteirização do programa da Rede Globo, Divertics. Ela também esteve cotada para fazer um papel na série de Aguinaldo Silva prevista para ser lançada em setembro de 2014.
Em 2017, interpretou a personagem Marineide na série de comédia "Xilindró", exibida pelo canal a cabo Multishow.

## Carreira

### Televisão
| Ano  | Título                         | Personagem                           | Emissora          |
| ---- | ------------------------------ | ------------------------------------ | ----------------- |
| 1994 | Incidente em Antares           | Carol                                | Rede Globo        |
| 1996 | Perdidos de Amor               | Josefina                             | Rede Bandeirantes |
| 1998 | Pérola Negra                   | Ana Maria Rodrigues Pacheco Oliveira | SBT               |
| 2000 | Você Decide                    | Dani                                 | Rede Globo        |
| 2010 | Minuto da Comédia na Band News | vários                               | BandNews TV       |
| 2011 | Piadaria                       | vários                               | Mix TV            |
| 2012 | Saturday Night Live            | vários                               | RedeTV!           |
| 2012 | A Vida de Rafinha Bastos       | Marcela                              | FX                |
| 2016 | Treme Treme                    | Lisiane                              | Multishow         |
| 2017 | Xilindró                       | Marineide                            | Multishow         |

### Teatro
| Ano       | Peça              |
| --------- | ----------------- |
| 2002—2004 | Terça Insana      |
| 2002      | Mulheres em Curto |
| 2004—2005 | Mondo Cane        |
| 2007      | Tirando do Sério  |
| 2009      | Comédia de Terça  |
| 2010—2011 | Seleção do Humor  |

### Como roteirista

#### Televisão
| Ano  | Programa                       | Emissora    |
| ---- | ------------------------------ | ----------- |
| 2006 | Comedia Nick                   | Nickelodeon |
| 2007 | Como Fazer Stand Up Comedy     | Multishow   |
| 2010 | Minuto da Comédia na Band News | BandNews    |
| 2014 | Divertics                      | Rede Globo  |

#### Teatro
| Ano           | Peça                      |
| ------------- | ------------------------- |
| 2002—2004     | Terça Insana              |
| 2002          | Mulheres em Curto         |
| 2003          | TPM do Amor               |
| 2004          | A Comédia Ordinária       |
| 2005—presente | Clube da Comédia Stand-Up |
| 2004—2005     | Mondo Cane                |
| 2007          | Tirando do Sério          |
| 2009          | Comédia de Terça          |
| 2010—2011     | Seleção do Humor          |